# Fairview (Tennessee)
Fairview é uma cidade localizada no estado norte-americano de Tennessee, no Condado de Williamson.

## Demografia
Segundo o censo norte-americano de 2000, a sua população era de 5800 habitantes.
Em 2006, foi estimada uma população de 7483, um aumento de 1683 (29.0%).

## Geografia
De acordo com o United States Census Bureau tem uma área de
36,7 km², dos quais 36,6 km² cobertos por terra e 0,1 km² cobertos por água. Fairview localiza-se a aproximadamente 256 m acima do nível do mar.

## Localidades na vizinhança
O diagrama seguinte representa as localidades num raio de 24 km ao redor de Fairview.